# Paul Grischok
Paul Grischok (* 26. Februar 1986 in Kędzierzyn-Koźle, in Polen auch Paweł Grischok) ist ein ehemaliger deutsch-polnischer Fußballspieler. Er besitzt sowohl die polnische als auch die deutsche Staatsangehörigkeit. Er spielte vorzugsweise als linker Mittelfeldspieler, konnte aber auch offensiv oder rechts eingesetzt werden.

## Vereinskarriere
Grischok begann seine Karriere beim unterklassigen SV Wermelskirchen in Deutschland, bevor er von Bayer 04 Leverkusen entdeckt und im Januar 2007 verpflichtet wurde. Dort spielte er jedoch nur für die zweite Mannschaft und schaffte nicht den Sprung in den Profikader. Ende August 2009 wechselte er daher zu Servette FC Genève in die Schweizer Challenge League. Beim Zweitligisten unterschrieb er einen Zweijahresvertrag mit der Option auf ein weiteres Jahr. Dort kam er aufgrund eines Außenbandrisses im Knie nur elfmal zum Einsatz. Im Sommer 2010 entschied er sich in sein Geburtsland Polen zum Erstligisten Widzew Łódź zu wechseln. Auch dort blieb ihm das Pech treu und er fiel zweimal sehr lange aufgrund eines Innenbandanrisses im Knie und eines Außenbandanrisses im Sprunggelenk aus. Ein Jahr später wechselte er zum Zweitligisten und Aufsteiger Olimpia Grudziądz. Dort konnte er sich im Laufe der Saison als Stammspieler durchsetzen und half dem Verein, die Klasse zu halten. Ende November 2012 wurde sein Vertrag dort jedoch in beiderseitigem Einvernehmen aufgelöst. Nach knapp vier Monaten ohne Verein unterschrieb Grischok einen Vertrag bis zum Saisonende 2012/13 beim abstiegsbedrohten bulgarischen Erstligisten FK Etar 1924 Weliko Tarnowo. Dort kam er aber nur zu zwei Einsätzen, bevor der Verein im Mai 2013 seinen Spielbetrieb einstellte.
Daraufhin kehrte Grischok nach Deutschland zurück. In der Saison 2013/14 stand Grischok zunächst beim Drittligisten Stuttgarter Kickers unter Vertrag. Nachdem jedoch Horst Steffen das Traineramt übernommen hatte, fand sich Grischok nur noch in der Reserve der Kickers wieder. Anfang Februar 2014 wurde daher der Vertrag aufgelöst und Grischok schloss sich dem Berliner Oberligisten BFC Dynamo an. Mit dem Klub schaffte er im Sommer 2014 den Aufstieg in die Regionalliga. Trotzdem verließ er den Klub und wechselte er zum Stadtrivalen und Ligakonkurrenten Berliner AK 07. Nach einer Saison als Stammspieler, wagte er erneut den Wechsel nach Polen. Im Juli 2015 unterschrieb er einen Vertrag beim Zweitligisten Chojniczanka Chojnice. Hier kam er bis Oktober 2015 auf elf Einsätze. Nach einer roten Karte am 12. Spieltag wurde er jedoch vom Trainer nicht mehr berücksichtigt. Anfang Dezember 2015 wurde der Vertrag dann aufgelöst. Im Frühjahr 2016 schloss er sich dem Drittligisten Pelikan Łowicz an.